# Pic de Coronas
El Pic de Coronas és una muntanya de 3.293 m d'altitud i amb una prominència de 38 m que es troba al massís de la Maladeta, a la província d'Osca (Aragó).